# División de Colombo

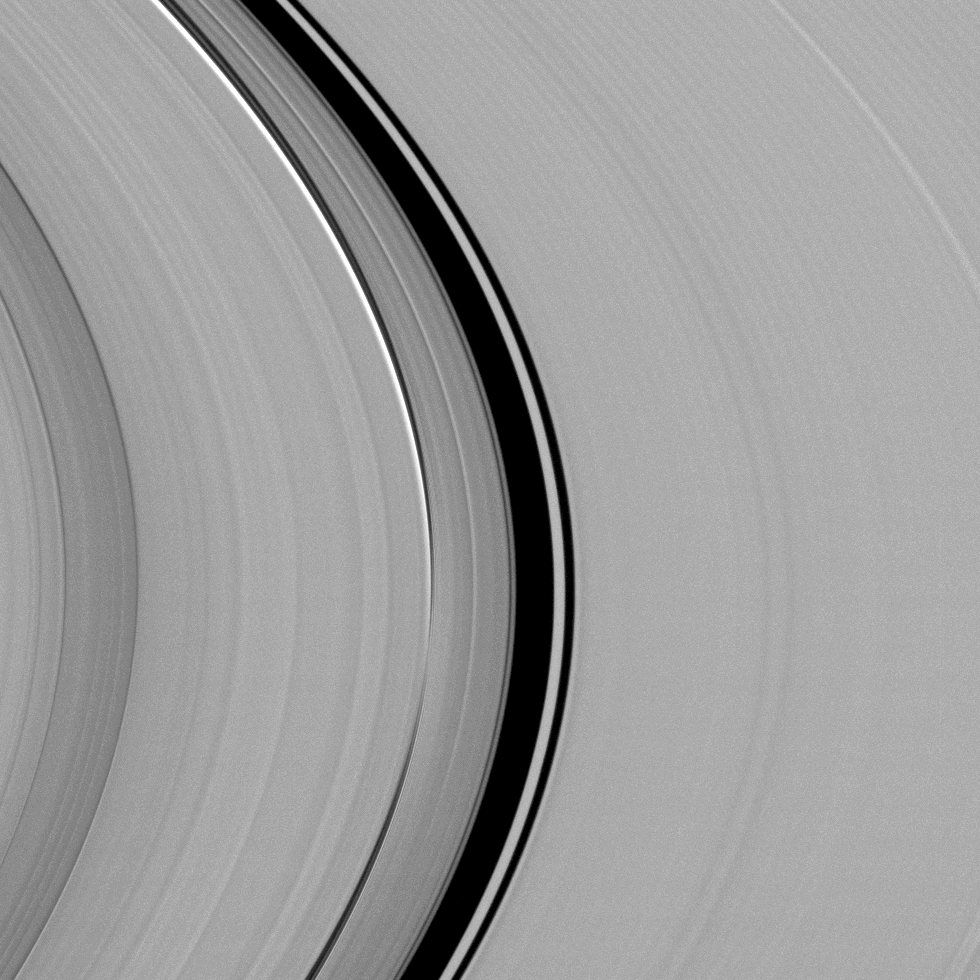
La división de colombo y el anillo de Titán

La división de Colombo es un espacio vacío presente en el sistema de anillos planetarios de Saturno; se ubica entre el anillo C y el anillo B. Su distancia al centro de Saturno es de 77.800 km y se extiende hasta 77.900 km. En su interior se encuentra un pequeño anillo regulado por una resonancia orbital con Titán, el cual se encuentra a 77.850 km del centro de Saturno.
Su nombre se debe a Giuseppe Colombo, que contribuyó al estudio de los anillos de Saturno.